# آشیکاگا یوشی‌تانه

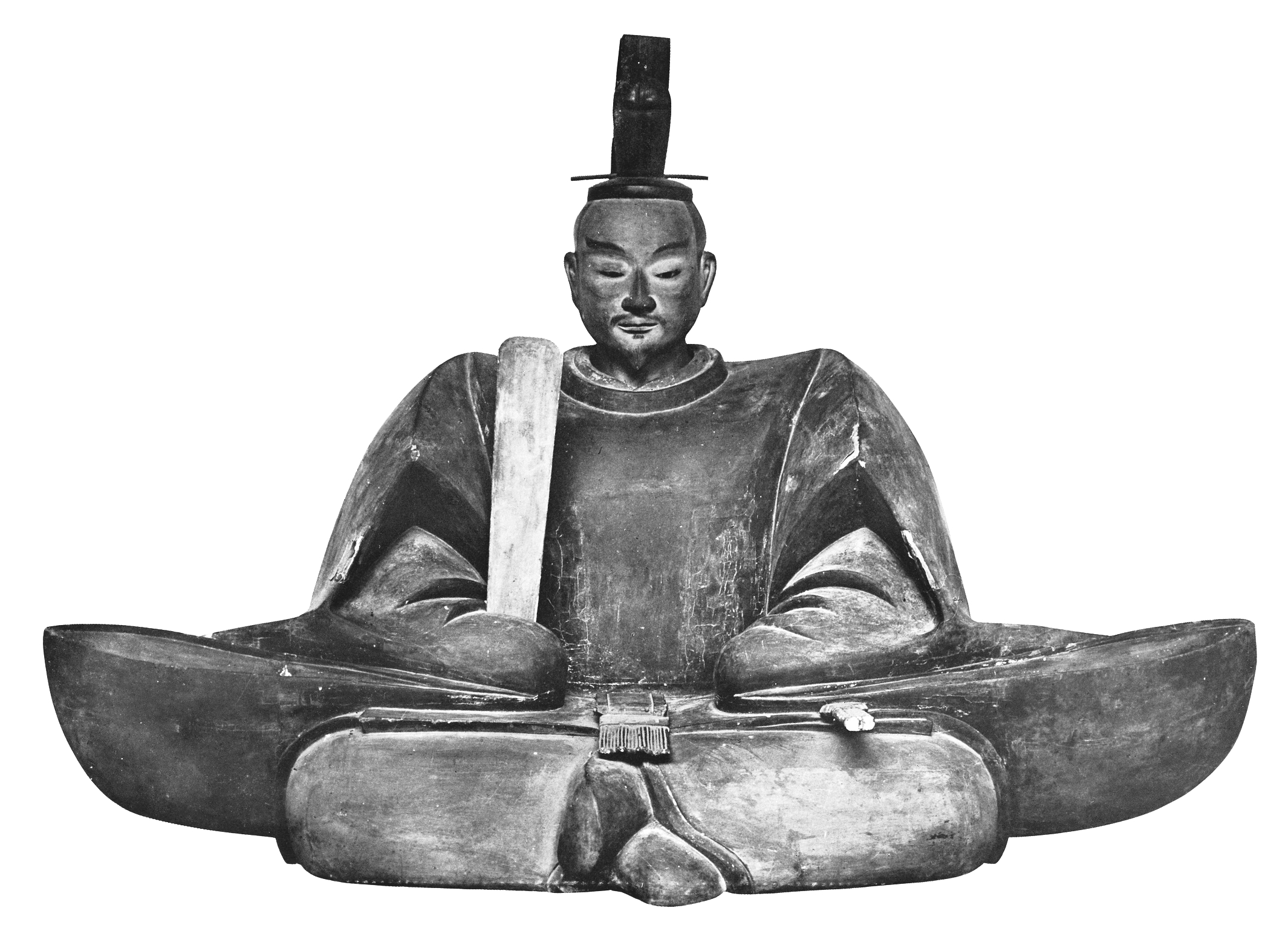
آشیکاگا یوشی‌تانه

آشیکاگا یوشی‌تانه (به ژاپنی: 足利 義稙 Ashikaga Yoshitane)، آشیکاگا یوشیکی (足利 義材) (۹ سپتامبر، ۱۴۶۶ – ۲۳ مه، ۱۵۲۳) دهمین شوگون از شوگون‌سالاری آشیکاگا بود که در طول سال‌های ۱۵۰۸ تا ۱۵۲۱ در دوره موروماچی بر ژاپن حاکم بود. یوشی‌تانه پسر آشیکاگا یوشیمی بود.